# Трупно изстиване
Трупното изстиване (лат. Algor mortis), наричано още послесмъртно изстиване, е един от признаците на смъртта. Това е явление, което представлява послесмъртно понижаване на телесната температура. Основно бива стабилен спад, докато не се изравни с околната температура, въпреки че външните фактори също имат значително влияние.
Измерването на ректалната температура може да определи времето на настъпване на смъртта, като се счита, че на всеки час, телесната температура се понижава с 1° Целзий.
Обикновено температурната промяна не се счита за достатъчно ефикасен начин за определяне на времето на смъртта, понеже скоростта на промяната се влияе от няколко ключови фактора, включващи:
- стабилността на околната температура;
- топлопроводимостта на повърхността, върху която трупът лежи;
- болести или лекарства, които повишават телесната температура, покачвайки началната телесна температура на настъпването на смъртта